# Oficina de Planeamiento y Presupuesto
Das Oficina de Planeamiento y Presupuesto (OPP) ist das nationale Haushalts- und Planungsbüro von Uruguay.
Die 1967 infolge der am 27. November 1966 verabschiedeten Verfassungsreform aufgrund des dortigen Artikels 230 geschaffene staatliche Stelle, die die zentrale nationale Planungseinheit darstellt, ist in Büros im Torre Ejecutiva untergebracht. Sie ist als beratendes Organ der Schirmherrschaft des Präsidenten unterstellt. Geleitet wird sie von einer Kommission sowie einem vom Präsidenten bestimmten Direktor. Direktor des OPP ist seit dem 1. März 2010 Gabriel Frugoni als Nachfolger von Martín Dibarboure.
Zu den Aufgaben des OPP zählt die Planung sowohl der Entwicklung des Landes als auch dessen internationale Kooperationen. Ferner betreut sie anschließend die Realisierung dieser Planungen durch Beauftragung von Organisationen zu deren Durchführung und ist auch für eine vorzunehmende Analyse der Planungstransformation zuständig.

## Führungsspitze
| Direktor                | Stellv. Direktor          | Von        | Bis        |
| ----------------------- | ------------------------- | ---------- | ---------- |
| Luis Faroppa            | ----                      | 01/03/1967 | 10/10/1967 |
| Héctor Luisi            | ----                      | 10/10/1967 | 30/10/1967 |
| Carlos Manini Ríos      | ----                      | 30/10/1967 | 15/02/1967 |
| Santiago Antuña         | ----                      | 15/02/1967 | 19/03/1968 |
| Aquiles Lanza           | ----                      | 19/03/1968 | 27/06/1968 |
| Alejandro Végh Villegas | ----                      | 27/06/1968 | 28/08/1968 |
| Juan Rodríguez López    | ----                      | 02/09/1968 | 02/04/1970 |
| Ramón Díaz              | ----                      | 02/04/1970 | 8/04/1970  |
| Ramón Díaz              | Ramiro Rodríguez Villamil | 09/04/1970 | 26/10/1970 |
| Aquiles Lanza           | ----                      | 26/10/1970 | 17/11/1971 |
| Aquiles Lanza           | Bernardo Porras Larralde  | 18/11/1971 | 26/10/1971 |
| Ángel Servetti          | ----                      | 26/10/1971 | 28/02/1972 |
| Ricardo Zerbino         | Alberto Bensión           | 01/03/1972 | 13/07/1973 |
| Moisés Cohen            | ----                      | 13/07/1973 | 12/07/1974 |
| Juan José Anichini      | Luis W. Cicalese          | 12/07/1974 | 31/08/1976 |
| José D. Cardozo*        | ----                      | 01/09/1976 | 22/06/1978 |
| José D. Cardozo*        | Luis W. Cicalese          | 22/06/1978 | 14/05/1981 |
| Pedro J. Aranco*        | Luis W. Cicalese          | 14/05/1978 | 28/08/1981 |
| Pedro J. Aranco*        | José Ma. Puppo            | 02/09/1981 | 05/07/1982 |
| Pedro J. Aranco*        | José M. Michetti          | 06/07/1982 | 02/07/1984 |
| Pedro J. Aranco*        | Sarandí Silveira          | 02/07/1984 | 12/02/1985 |
| Sarandí Silveira*       | ----                      | 12/02/1985 | 28/02/1985 |
| Ariel Davrieux          | ----                      | 01/03/1985 | 10/04/1985 |
| Ariel Davrieux          | Agustín Canessa           | 10/04/1985 | 15/02/1989 |
| Ariel Davrieux          | Juan Moreira              | 15/02/1989 | 12/02/1990 |
| Conrado Hughes          | ----                      | 01/03/1990 | 08/05/1990 |
| Conrado Hughes          | Rosario Medero            | 09/05/1990 | 13/08/1990 |
| Conrado Hughes          | Washington Abdala         | 13/08/1990 | 18/06/1991 |
| Conrado Hughes          | Pedro Silva               | 18/06/1991 | 15/07/1991 |
| Conrado Hughes          | Ana Ma. Acosta y Lara     | 15/07/1991 | 26/08/1991 |
| Ana Ma. Acosta y Lara   | ----                      | 26/08/1991 | 27/08/1991 |
| Carlos Cat              | Ana Ma. Acosta y Lara     | 27/08/1991 | 18/10/1993 |
| Javier de Haedo         | Ana Ma. Acosta y Lara     | 18/10/1993 | 20/06/1994 |
| Javier de Haedo         | Casilda Echeverría        | 20/16/1994 | 28/02/1995 |
| Ariel Davrieux          | Agustín Canessa           | 01/03/1995 | 28/02/1999 |
| Ariel Davrieux          | Gonzalo Cibils            | 01/03/2000 | 01/12/2002 |
| Ariel Davrieux          | Marcelo Brasca            | 01/12/2002 | 28/02/2005 |
| Carlos Viera            | Daniel Mesa               | 01/03/2005 | 29/03/2007 |
| Enrique Rubio           | Conrado Ramos             | 29/03/2007 | 31/08/2009 |
| Martín Dibarboure       | Conrado Ramos             | 01/09/2009 | 01/03/2010 |
| Gabriel Frugoni         | Conrado Ramos             | 01/03/2010 | bis heute  |

* Direktoren des Secretaría de Planeamiento, Coordinación y Difusión (SEPLACODI), während der zivil-militärischen Diktatur in Uruguay (1973–1985)
Quelle: